# CGTN-Русский
CGTN-Русский (China Global Television Network) — международный телеканал «Центрального телевидения Китая» (CCTV — China Central TeleVision), вещающий на русском языке. Шестой по счёту международный телеканал в иновещании CCTV. Основной аудиторией «CGTN Русский» являются телезрители, чьим родным или вторым языком является русский язык. Благодаря запуску телеканала «CGTN-Русский» китайское телерадиовещание для заграницы стало абсолютным лидером в мире по количеству иностранных языков вещания и количеству отдельных телеканалов на иностранных языках.

## История
До телеканала «CCTV-Русский» в России были доступны два телеканала КНР на английском (CCTV-9, теперь называется «CGTN») и китайском языках (CCTV-4) и радиопрограммы из Пекина на русском языке.
Телеканал CCTV-Русский начал своё вещание 10 сентября 2009 года с использованием англо-русского логотипа на двух спутниках — Chinasat 6B и EB-9A. Начало телевещания было приурочено к 60-летию КНР и установлению дипломатических отношений между КНР и Россией. Зона вещания по предварительным оценкам должна была охватить около 300 миллионов зрителей в 12 странах СНГ, трёх государствах Прибалтики и странах Восточной Европы.
В опросе посетителей сайта журнала «Теле-спутник», проведённом весной 2010 года, «CCTV Русский» занял пятое место при ответе на вопрос «Какие из этих информационных каналов вы бы хотели принимать?».
В июне 2014 года программы телеканала стали транслироваться в России — в эфире читинского телеканала Альтес. Экспансия влияния CGTN на рынок российского телевидения продолжилась в 2020 году, когда с 1 марта в программе «Вести недели» телеканала «Россия-1» начали показываться репортажи из Китая, подготовленные силами телеканала «CGTN-Русский».
С 2016 года телеканал транслируется в приложении Belt and Road TV по соглашению SPB TV и CCTV

## Программы
Вещание круглосуточное в формате «4 х 6», то есть 6-часовыми блоками. Адаптировать программы для русскоязычных зрителей помогают белорусы.

### Передачи
Изначально транслировались 14 телепередач: пять информационных и девять документальных.
- Информационные: «Новости», «В Азии», «Диалог», «Есть мнение», «Интервью», «Бизнес 30´», «Время Евразии», «Путь к успеху».
- Культурно-познавательные: «Едем в Китай» («Жёлтые страницы Китая»), «Здравствуй, Россия», «Китайская кухня», «Кунфу», «Каждый день с песней», «Музыкальная минутка», «Путешествие по Китаю», «Учимся китайскому языку» (телеуроки Института Конфуция), «Учись вместе с нами».
- Развлекательные: «Очень красиво», «Стань победителем», «Новогодний гала-концерт на CCTV».

### Документальные циклы
| - «Воспоминания о государственном банкете». - «Город Нанкин». - «Горы Лушань: Культурное наследие святых гор». - «Жемчужина Башу». - «Исследовать Хуанхэ». - «Истории о дачах». - «История о фонетической транскрипции китайского языка (пиньиня)». - «Каменный лес провинции Юньнань». - «Китайская цивилизация». - «Китайские боевые искусства». - «Китайский театр теней». - «Легенда о денежной купюре (Цзяоцзы)». - «Легенда о мастерах серебряных изделий». - «Легендарная народность наси». - «Музей Гугун». - «Музей народных искусств региона Гуаньчжун». - «Национальное сокровище». - «Новое очарование древнего города». - «Оставим потомкам зеленую планету». | - «Отечественные товары и воспоминания». - «Памятники мирового наследия в Китае». - «Песнь о лесах». - «Посланец дружбы». - «Поэтичный город Чжэньцзян». - «Путь к Пекину». - «Раскрытие тайны Тулоу». - «Реви Аллей». - «Река Цяньтанцзян». - «Святыня китайского даосизма Гора Удан». - «Семь мудрецов бамбуковой рощи». - «Тайны древней карты». - «Техника (тотай) Фучжоуских лаковых изделий». - «Цзянху». - «Чайная культура в горах Уишань». - «Шанхайская набережная Вайтань». |

### Телесериалы
Только в 2009 году в КНР сняли около 13 тысяч телесериалов. Все мыльные оперы на телеканале выходят с русскими субтитрами. Ниже представлены телесериалы, транслировавшиеся в 2009—2013 годах.

| - «Аромат любви» (в 2013 году). - «Брюс Ли — человек легенда» (в 2012 году). - «Виртуоз». - «Возвращение в Лхасу». - «Где ты-счастье?» - «Глубока любовь». - «Городские романы». - «Дерево дружбы». - «Дерево любви». - «Дорога любви». - «Жизнь со стюардессой» (в 2013 году). - «Знатная красота». - «Золотая династия». - «Идеал». - «Легендарный Ди Жэньцзе». - «Любовь в большом городе». - «Любовь по ошибке». - «Морские ворота». - «На страже счастья». | - «Ой, цветет калина». - «Пекин, моя любовь» (в 2013 году). - «Пламенные годы». - «План среднего возраста». - «Позволь мне тебе помочь». - «Пора замуж». - «Романтическая история». - «Свекровь и невестка» (в 2009 году). - «Свет моей любви». - «Солнечный двор». - «Солнце в сезон дождей» (в 2009 году). - «Счастье стучится в двери» (в 2013 году). - «Счастье Фу старшего». - «Танцы под солнцем». - «Улица на берегу озера». - «Усадьба семьи Фань». - «Чжан Болин». - «Чудо-доктор Си Лайлэ». |